# Puppenmuseum Falkenstein

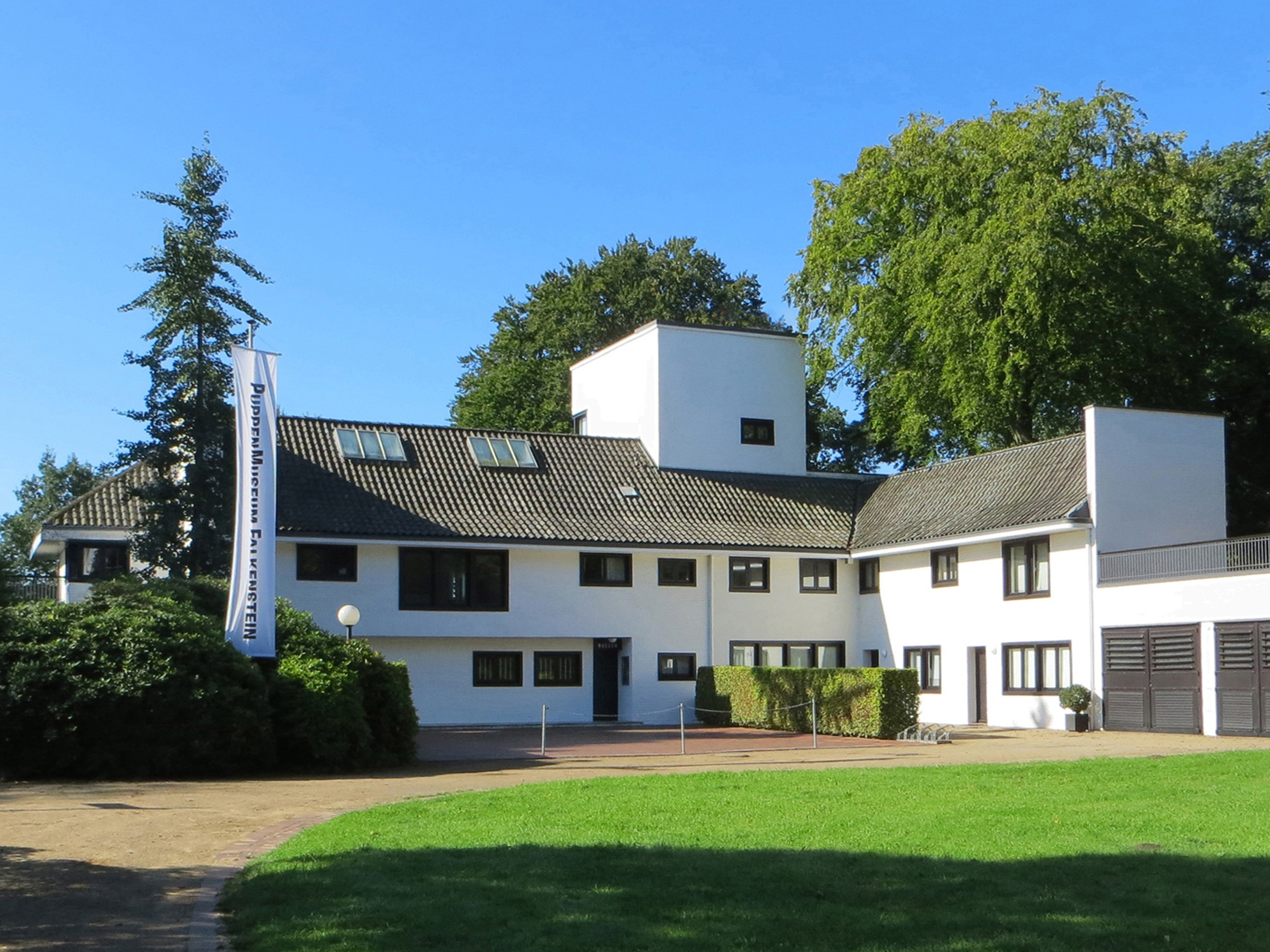
Das Museum, Ansicht von Norden mit Museumseingang.

Das Puppenmuseum Falkenstein ist ein Museum europäischer Kultur- und Sozialgeschichte in Hamburg. Es wurde 1986 von der Sammlerin Elke Dröscher eröffnet und stellt historische und kulturelle Aspekte der bürgerlichen Lebenswelt vom ausgehenden 18. Jahrhundert bis in die 1960er Jahre dar. Präsentiert wird die Sammlung in einem 1923 von Karl Schneider erbauten Landhaus, welches zu den Architekturdenkmälern Hamburgs zählt.

## Das Bauwerk

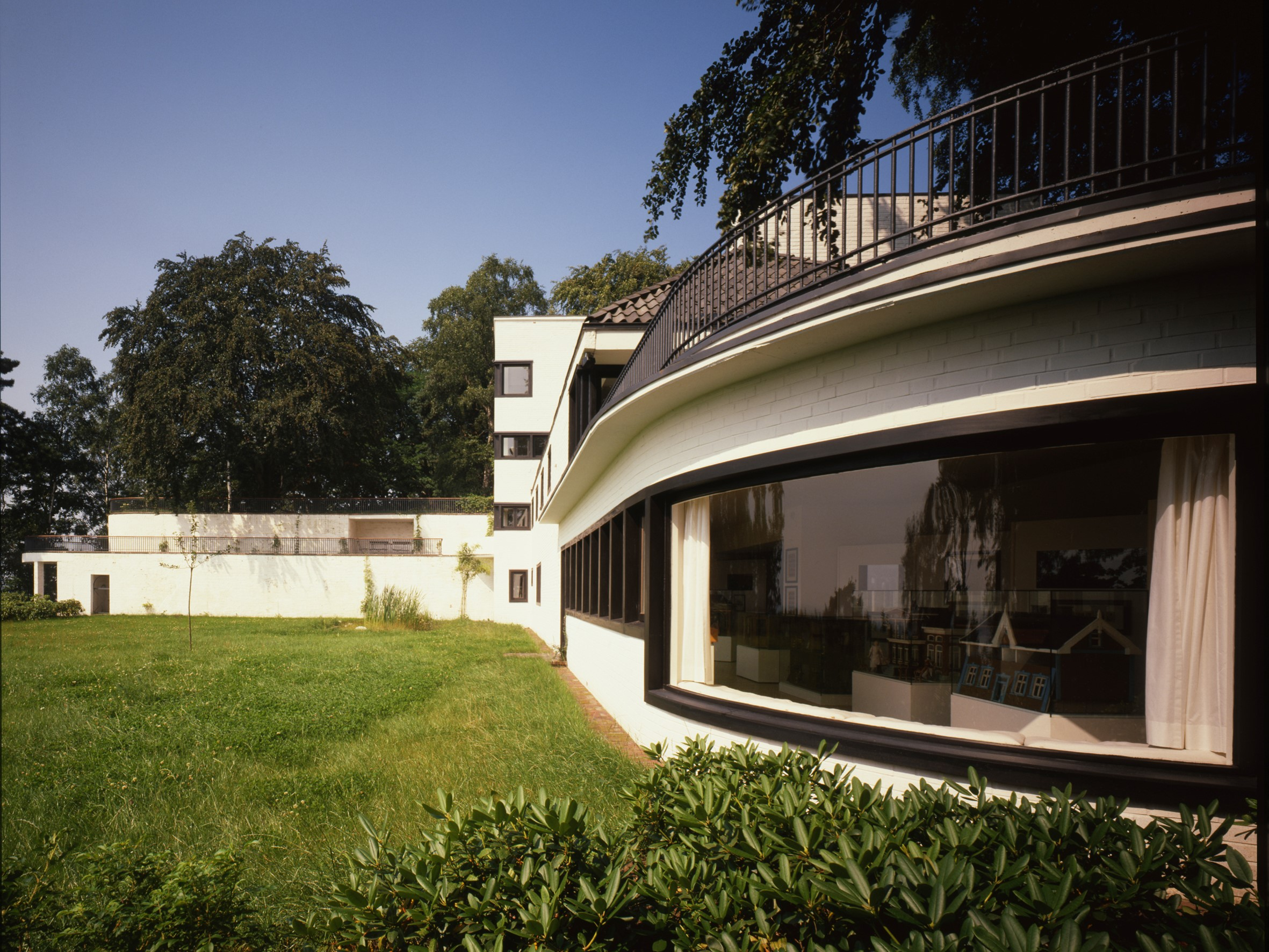
Ansicht von Osten mit Panoramafenster.

Die weiße Villa wurde 1923 bis 1924 von Karl Schneider im Stil des Neuen Sachlichen Bauens errichtet und steht am Elbufer. Bereits 1925 veröffentlichte Gropius es im ersten Band der Bauhausbücher. Mitte der 1950er Jahre kam es in den Besitz von Axel Springer. Im Jahr 1970 erhielt Springer eine Abbruchgenehmigung für das Haus, von der er jedoch keinen Gebrauch machte. Das Baudenkmal verfiel zur Ruine und gelangte 1980 in städtischen Besitz. Schließlich übernahm Elke Dröscher 1985 die Kosten für Sanierung und Unterhalt, um es mit der Museumseröffnung im Mai 1986 für die Allgemeinheit zu öffnen. 1986 wurde das Gebäude unter Denkmalschutz gestellt.

## Die Sammlung

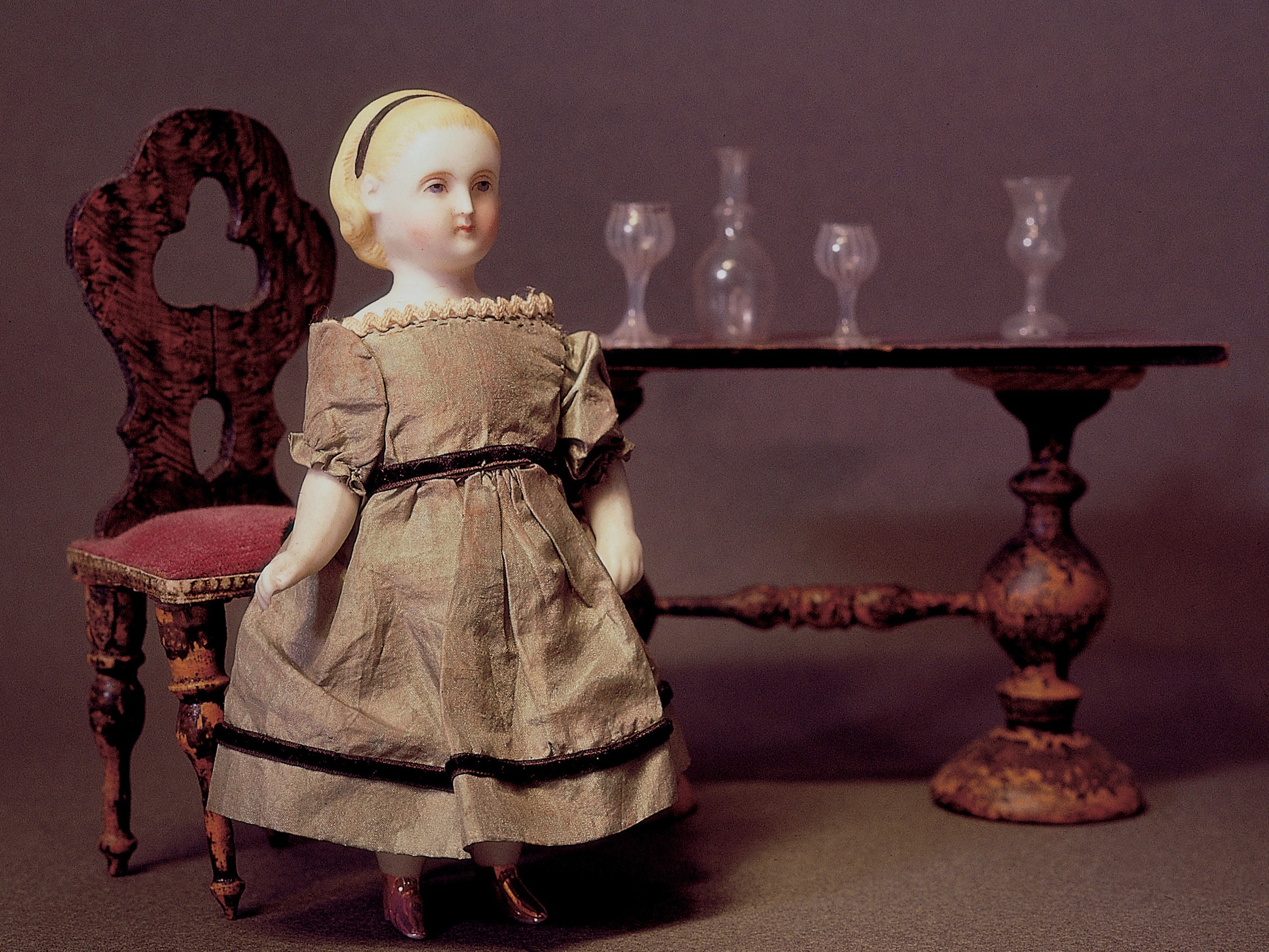
Biedermeiermöbel mit Porzellanpuppe.

Das Museum präsentiert antike Puppenstuben verschiedener Epochen und Stilrichtungen sowie hunderte detailgetreuer Miniaturgegenstände, welche in der Alltagskultur selten aufbewahrt werden und so oft aus dem kulturellen Gedächtnis verschwinden. Die Puppen mit ihren, in den verschiedenen Epochen authentischen, Kleidungsstilen veranschaulichen die Entwicklung der Mode und den Wandel des Schönheitsideals als ein Spiegelbild unserer gesellschaftlichen Entwicklung. Auch das Rollenbild der Frau im Wandel der Zeit wird thematisiert.

## Das Hohe Elbufer
Die Villa steht am ‘Hohen Elbufer‘ zwischen Altona und Wittenbergen, auf dem Geestrücken und über dem Strand, verbunden durch einen Elbwanderweg. Der Architekt Karl Schneider fügte sein Bauwerk in die topografische Situation ein, indem er den viergeschossigen Turm in die Hügelkuppe hinein baute und eine zweistufige Terrassenanlage wie einen Stützwall anlegte. Eine damals etwa 20-jährige Buche auf der höchsten Geländeerhebung wurde in die Gesamtkomposition einbezogen.

## Förderverein
Ein gemeinnütziger Förderverein, der Freundeskreis Puppenmuseum Falkenstein in der Villa Karl Schneider, besteht seit 2005. Er unterstützt das Museum bei der Realisierung von Sonderausstellungen, Publikationen und anderen Aktivitäten.